# Аблегирим
Аблегири́м (XVI век — 1594) — пелымский князь вогулов (манси).
Аблегирим был союзником сибирского хана Кучума. Г. Ф. Миллер в своей «Истории Сибири» сообщает о Пелымском княжестве и о родовых князьях, правивших там в конце XVI — начале XVII века., среди которых были Аблегерим, его «сын большой» Тагай, «сын меньшой» Таутий и племянники.
В конце XVI — начале XVII веков московское правительство охотно принимало на службу сибирских князей и мурз, но на Аблегирима это правило не распространялось из-за его двух кровопролитных набегов на Пермь. Там располагались вотчины Строгановых, на которые Аблегирим впервые напал в 1581 году. В 1582 он повторно напал строгановские владения, разорил Соль Камскую, где вырезал всё население, а также взял в осаду Чердынь. Именно походы Аблегирима спровоцировали Сибирский поход Ермака, призванный усмирить земли Зауралья.
В 1593—1594 годах русские воеводы нанесли двойной удар по вогульским княжествам. Пётр Горчаков покорил Пелымское княжество, основав Пелымский острог и пленив Аблегирима, который был затем казнён. Никифор Траханиотов покорил тем временем Кондинское княжество.

## Семья
Сыновья:
- Тагай
- Таусей

Внук:
- Учот